# Corey Sertl
Corey Sertl es una deportista estadounidense que compitió en vela en la modalidad de match race. Ganó una medalla de bronce en el Campeonato Mundial de Match Race Femenino de 1999.

## Palmarés internacional
| Campeonato Mundial | Campeonato Mundial | Campeonato Mundial | Campeonato Mundial |
| Año                | Lugar              | Medalla            | Clase              |
| ------------------ | ------------------ | ------------------ | ------------------ |
| 1999               | Génova (Italia)    | Medalla de bronce  | Match race         |